# Amtsgericht Bad Mergentheim
Das Amtsgericht Bad Mergentheim mit Sitz in Bad Mergentheim ist eines von 108 Amtsgerichten in Baden-Württemberg. Es ist ein Gericht der ordentlichen Gerichtsbarkeit.

## Amtsgerichtsbezirk
Zum Gerichtsbezirk gehören die Gemeinden Assamstadt, Bad Mergentheim, Creglingen, Igersheim, Niederstetten und Weikersheim.

## Gerichtsgebäude
Das Amtsgericht mit der Adresse Schloß 5 ist in einem Gebäude des Äußeren Schlosses des Schlosses Mergentheim untergebracht.

## Zuständigkeit und Aufgaben
Das Amtsgericht ist erstinstanzliches Zivil-, Familien- und Strafgericht. Beim Amtsgericht wird außerdem das Vereins- und Güterrechtsregister geführt. Als Vollstreckungsgericht ist es zuständig für alle Vollstreckungssachen, bei denen der Schuldner seinen Wohnsitz im Gerichtsbezirk hat.
In den Zuständigkeitsbereich des Amtsgerichts fallen folgende Tätigkeiten: Zivilsachen, Familiensachen, Strafsachen, Adoptionen, Bußgeldverfahren, Betreuungen, Gerichtsvollzieher, Gerichtszahlstelle, Hinterlegungen, Insolvenzen, Landwirtschaftssachen, Mahnverfahren, Rechtsantragstelle, Registersachen, Schuldnerverzeichnis, Unterbringung, Verschollenheitssachen, Vormundschaftssachen, Wohnungseigentum, Zwangsversteigerung und Zwangsvollstreckung.

## Übergeordnete Gerichte
Im Instanzenzug übergeordnet sind dem Amtsgericht Bad Mergentheim das Landgericht Ellwangen, das Oberlandesgericht Stuttgart und der Bundesgerichtshof.